# Ytterstad
Ytterstad is een plaats in de gemeente Lerum in het landschap Västergötland en de provincie Västra Götalands län in Zweden. De plaats heeft 54 inwoners (2005) en een oppervlakte van 12 hectare.